# Герман фон Штайн
Не плутати з генералом артилерії Баварської армії, бароном Германом фон Штайном!
Герман Крістліб Маттеус Штайн, з 1913 року — фон Штайн (нім. Hermann Christlieb Matthäus von Stein; 13 вересня 1854, Зельке-Ауе — 26 травня 1927, Клостер-Ленін) — німецький воєначальник, генерал артилерії Прусської армії. Кавалер ордена Pour le Mérite з дубовим листям.

## Біографія
Син пастора Германа Роберта Штайна (1822–1901) і його дружини Юлії Фрідеріки, уродженої Меєр (1830–1909).
Після закінчення середньої школи в 1873 році вступив до 3-го полку польової артилерії «Генерал-фельдцойгмайстер» (1-й Бранденбурзький) як авангардист і став другим лейтенантом у 1875 році. Під час навчання у Військовій академії у 1886 році він був підвищений до першого лейтенанта. Штайн був призначений до Генштабу в 1888 році, але був звільнений наступного року з відстрочкою призначення. 20 вересня 1890 року він був підвищений до гауптмана в 1-му Вестфальському польовому артилерійському полку № 7 і в 1894 був переведений до Генштабу 34-ї дивізії в Меці. Підвищений до майора 30 травня 1896 року, він був призначений до Великого Генштабу в Берліні. В 1901 він став командиром 1-го Лотарингського польового артилерійського полку № 33, а в 1902 році — оберстлейтенантом.
Переведений у Великий Генштаб в 1903 році на посаду начальника відділу розгортання, він був підвищений до оберста 15 вересня 1905 року і призначений на посаду оберквартирмейстера в 1908 році, а в 1910 році, підвищений до генерал-майора, одночасно став членом навчальної комісії Військової академії. 22 квітня 1912 року він став генерал-лейтенантом, а 13 вересня прийняв командування 41-ю дивізією в Дойч-Ейлау.
16 червня 1913 року Штайн був зведений у спадкове прусське дворянство з нагоди 25-ї річниці правління імператора Вільгельма II.
На початку Першої світової війни він обіймав посаду генерал-квартирмейстера у серпні та вересні 1914 року і відповідав за складання звіту німецької армії. З 14 вересня 1914 року — командир 14-го резервного корпусу. Під час бігу до моря його корпус передислокували в район Комбль-Бапом і передали під командування 2-ї армії. Під час битви на Соммі його корпус перебував у районі Тьєпваля, центру британських атак, у липні 1916 року. 28 жовтня 1916 року передав свій корпус генерал-лейтенанту Георгу Фуксу. З 29 жовтня 1916 року по 9 жовтня 1918 року обіймав посаду військового міністра Пруссії, після чого був відправлений в резерв. В грудні 1918 року звільнений у відставку.
Штайн похований на цвинтарі Теобальда у Вернігероде. Станом на 2023 рік надгробок досі зберігся.

## Сім'я
5 травня 1883 року у Магдебурзі одружився з Елізою Юлією Фрідерікою Меєр (1861–1890). В пари народились 2 дочки, син і 9 онуків.

## Нагороди

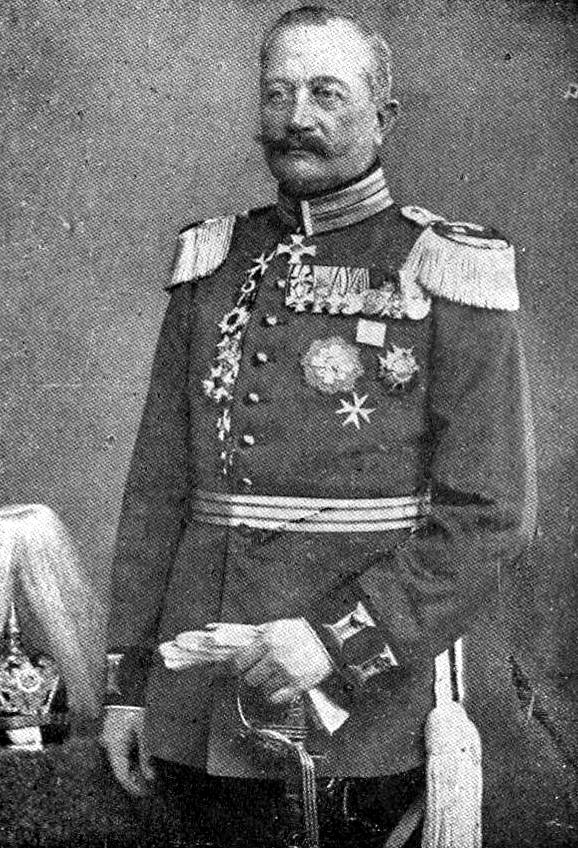

Отримав численні нагороди, серед яких:
- Столітня медаль
- Хрест «За вислугу років» (Пруссія) (25 років)
- Орден Святого Йоанна (Бранденбург)
- Орден Червоного орла 2-го класу із зіркою[2]
- Орден Корони (Пруссія) 2-го класу[2]
- Орден «За військові заслуги» (Баварія) 2-го класу[2]
- Орден Альберта (Саксонія), командорський хрест 1-го класу[2][3]
- Орден Грифона, командорський хрест[2]
- Орден Заслуг герцога Петра-Фрідріха-Людвіга, почесний лицарський хрест 1-го класу[2]
- Орден Залізної Корони 2-го класу (Австро-Угорщина)[2]
- Почесний доктор філософії університету Галле-Віттенберга (15 жовтня 1914)
- Залізний хрест 2-го і 1-го класу
- Pour le Mérite з дубовим листям[2]
  - орден (1 вересня 1916)
  - дубове листя (8 квітня 1918)
- Почесний шеф польового артилерійського полку №33 (9 жовтня 1918)[2]